# Francisco Villa, Minatitlán
Francisco Villa är en ort i Mexiko.   Den ligger i kommunen Minatitlán och delstaten Veracruz, i den sydöstra delen av landet, 600 km öster om huvudstaden Mexico City. Francisco Villa ligger 37 meter över havet och antalet invånare är 302.
Terrängen runt Francisco Villa är platt österut, men västerut är den kuperad. Runt Francisco Villa är det ganska glesbefolkat, med 29 invånare per kvadratkilometer. Närmaste större samhälle är Alto Uxpanapa, 14,1 km nordost om Francisco Villa. Omgivningarna runt Francisco Villa är en mosaik av jordbruksmark och naturlig växtlighet.